# Michele Cannavò
Michele Cannavò (Paternò, 21 maggio 1864 – Paternò, 26 gennaio 1941) è stato uno scultore italiano.

## Biografia
Allievo del famoso scultore catanese Salvatore Grimaldi, iniziò molto giovane a praticare l'attività. A lui si devono diverse sculture presenti nella città di Paternò.
La sua prima opera importante fu un altarino dedicato alla patrona santa Barbara realizzato nel 1888 nella centralissima via Strano, a tutt'oggi esistente. Vent'anni dopo sempre in devozione alla patrona, realizzò altri due altarini in piazza Indipendenza e via Roma, come forma di ringraziamento per l'immunità dal terribile terremoto del 1908 di Messina e Reggio.
Nel 1909 realizzò la Fontana del Simeto, poi andata distrutta. Nel 1925 costruí l'altare in marmo della chiesa di San Francesco di Paola.